# Cratere Rafiga
Rafiga  è un cratere sulla superficie di Venere.